# Plateros bidens
Plateros bidens är en skalbaggsart som beskrevs av Green 1953. Plateros bidens ingår i släktet Plateros och familjen rödvingebaggar. Inga underarter finns listade i Catalogue of Life.